# Iván Barton
Iván Arcides Barton Cisneros (Santa Ana, El Salvador - 27 de enero de 1991) es un árbitro de fútbol salvadoreño, es internacional desde 2018 y dirige en la Primera División de El Salvador.Desde agosto de 2023, Barton dirige partidos en la Liga Profesional Saudí.

## Biografía
Nació en Santa Ana, el 27 de enero de 1991. Además de ser árbitro profesional, obtuvo un grado de licenciatura en Ciencias Químicas de la Universidad de El Salvador. Se ha desempeñado como profesor de Química Orgánica en la mencionada Universidad.  

## Torneos de selecciones
Ha arbitrado en los siguientes torneos de selecciones nacionales:
- Campeonato Sub-20 de la Concacaf de 2018
- Campeonato Sub-17 de la Concacaf de 2019
- Copa Mundial de Fútbol Sub-20 de 2019
- Copa de Oro de la Concacaf 2019
- Copa Mundial de Fútbol Sub-17 de 2019
- Liga de Naciones de la Concacaf 2019-20
- Juegos Olímpicos 2020
- Preolímpico de Concacaf de 2020
- Copa de Oro de la Concacaf 2021
- Clasificación de Concacaf para la Copa Mundial de 2022
- Campeonato Sub-20 de la Concacaf de 2022
- Copa Mundial de Fútbol de 2022
- Liga de Naciones de la Concacaf 2022-23
- Finales de la Liga de Naciones Concacaf 2022-23
- Copa de Oro de la Concacaf 2023
- Copa América 2024

## Torneos de clubes
Ha arbitrado en los siguientes torneos de internacionales de clubes:
- Liga Concacaf
- Liga de Campeones de la Concacaf
- Leagues Cup
- Copa Mundial de Clubes de la FIFA 2022
- Copa Mundial de Clubes de la FIFA 2025